# 張炳良
張炳良，GBS，JP（綽號張良，1952年11月17日—），前香港運輸及房屋局局長、香港教育學院前任校長、前香港立法局議員，現為香港教育大學研究講座教授、香港科技大學公共政策學部客座教授。

## 背景

### 學術生涯
張炳良1952年在香港出生，1964年畢業於東華三院李賜豪小學，與香港科技大學經濟學系教授雷鼎鳴為同級同學。他原被派往鄧肇堅維多利亞官立中學，之後到香港華仁書院升讀初中，並在1971年畢業離校。1974年，他在香港大學畢業，主修社會學及經濟學，與民主黨前主席楊森是同屆同學。在學時期，他曾任香港大學社會科學會主席、天主教青年聯會副會長，1975年擔任香港大學學生會評議會主席，於畢業後加入港英政府當行政主任，先後於布政司署及廉政公署任職。
1977年，張炳良聯合馮可立及何芝君等人成立「大眾文化關注組」，主張對大眾文化進行批判和社會分析。1980年，他創立了社會政策研究中心，並擔任創會主席。1981年，他遠赴英國阿斯頓大學深造，取得公共管理學碩士學位。
1986年，加入城市理工學院（今香港城市大學）擔任公共行政學學系教授。1995年於倫敦經濟政治學院取得哲學博士學位（政府研究）。

### 政治生涯
張炳良早期屬於泛民主派，曾先後擔任匯點主席及民主黨副主席，並於1995年至1997年擔任立法局議員（選舉委員會界別）。1992年，中央本來計劃委任張炳良為第三批港事顧問，但在他宣佈與香港民主同盟共同組建民主黨後，被取消委任。
卸任立法會議員後，張炳良出任香港政策研究所創會董事及「新力量網絡」（SynergyNet）創會主席。2004年退出民主黨，2005年獲政府委任為行政會議非官守議員。2012年7月1日，張炳良獲梁振英政府委任為運輸及房屋局局長，至2017年6月30日卸任。

## 教學資歷
- 香港城市大學亞洲管治研究中心副主任
- 香港城市大學公共及社會行政學系主任
- 香港城市大學公共及社會行政學系教授
- 香港教育學院管治與公民研究中心總監
- 香港教育學院公共行政學講座教授

## 曾任公職
- 香港行政會議官守議員（2012-2017）
- 香港行政會議非官守議員（2005-2012）
- 消費者委員會主席
- 香港房屋委員會委員
- 香港房屋委員會資助房屋小組委員會主席
- 檢討自資專上教育專責小組主席[12]
- 大珠三角商務委員會委員
- 香港按揭証券有限公司董事
- 賑災基金諮詢委員會成員
- 廉政公署審查貪污舉報諮詢委員會委員
- 公務員薪俸及服務條件常務委員會成員
- 公務員薪酬調整機制督導委員會成員
- 香港社會服務聯會執委會成員

## 榮譽
- 銅紫荊星章（2001）：嘉許語中讚揚他致力為香港社群服務。[13]
- 金紫荊星章（2009）：嘉許語中讚揚他在公共及社會服務方面，尤其擔任行政會議成員時有卓越表現，在消費者權益、公共行政、房屋及教育等事宜上做出貢獻，且推動了本港民間智庫的發展。[14]
- 英國阿斯頓大學榮譽科學博士學位（2016）
- 香港教育大學榮譽教育學博士學位（2017）[15]

## 主要著作
- 張炳良. . 香港: 進一步多媒體. 2001年. ISBN 9789628326389.
- 張炳良; 史泰祖. . 香港: 新力量網絡. 2003年. ISBN 9789628656622.
- 張炳良. . 香港: Cup出版. 2006年. ISBN 9789889877316.
- 張炳良. . 香港: 進一步多媒體. 2007年. ISBN 9789628326884.
- 陳和順; 張炳良. . 香港: 上書局出版社. 2007年. ISBN 9789889947989.
- 張炳良. . 香港: 天地圖書. 2008年. ISBN 9789882190108.
- 甘文鋒; 沈祖堯; 張炳良. . 香港: 圓桌精英. 2011年. ISBN 9789881965561.
- 陳雲; 張炳良; 林本利. . 香港: 次文化堂. 2012年. ISBN 9789629922955.
- 張炳良. . 香港: 中華書局（香港）. 2018年. ISBN 9789888513222.
- 張炳良. . 香港: 中華書局（香港）. 2018年. ISBN 9789888513239.
- 張炳良; 廉政公署退休人員協會. . 香港: 中華書局（香港）. 2020年. ISBN 9789888675920.

## 資料來源
1. 1 2  盧子健、何安達. . 天地圖書. 1994: 303.
2. ↑   (PDF). Centre of Asian Studies, Hong Kong Institute for the Humanities & Social Sciences, The University of Hong Kong. 2009. （原始内容存档 (PDF)于2021）.
3. ↑   (PDF). 運輸及房屋局. 2014. （原始内容存档 (PDF)于2021）.
4. ↑   (PDF). Transport and Housing Bureau. 2014. （原始内容存档 (PDF)于2021）.
5. ↑  .   [2025-02-04]. （原始内容存档于2021-08-30）.
6. 1 2 3 4 5 6   (PDF). 匯點動態. 1987, 34期: 2  [2017-01-21]. （原始内容存档 (PDF)于2017-02-02）.
7. ↑  吳倬安. . HK01. 2018-01-26  [2018-01-30].
8. ↑  〈《東華情深繫香港》新書發佈會 緣繫東華知名人士聚首一堂 憶說昔日感人情懷〉，2013年2月
9. ↑  . 華僑日報. 1964-07-17: 21  [2021-11-08]. （原始内容存档于2021-11-09）.
10. ↑  . 華僑日報. 1969-12-20: 24  [2022-03-30]. （原始内容存档于2022-10-24）.
11. ↑  . 明報. 2024-04-20  [2024年9月12日]. （原始内容存档于2024年12月10日） （中文（繁體））.
12. ↑  . 香港政府新聞網 教育與就業. 2017-10-19  [2018-09-14]. （原始内容存档于2018-09-14）.
13. ↑  .   [2018-01-30]. （原始内容存档于2016-01-10）.
14. ↑  .   [2018-01-30]. （原始内容存档于2018-01-30）.
15. ↑   (PDF).   [2018-01-30]. （原始内容存档 (PDF)于2018-01-30）.

## 外部連結
- 张炳良：重视南丫岛海难调查 依法处理失职行为[永久] 中国经济网 2014-05-16

| 官衔          | 官衔                                        | 官衔                  |
| ------------- | ------------------------------------------- | --------------------- |
| 前任： 鄭汝樺 | 運輸及房屋局局長 2012年7月1日—2017年6月30日 | 繼任： 陳帆           |
| 法定機構職務  |                                             |                       |
| 前任： 陳家強 | 香港消費者委員會主席 2007年—2012年          | 繼任： 黃玉山         |
| 學術機關職務  |                                             |                       |
| 前任： 李榮安 | 香港教育學院校長 2008年-2012年              | 繼任： 鄭燕祥（署任） |